# James Maxwell, 1. Baronet
Sir James Maxwell, 1. Baronet († um 1670) war ein schottischer Adliger und Grundbesitzer.
Er war der älteste Sohn des Sir James Maxwell of Calderwood, dem Oberhaupt einer Nebenlinie des Clan Maxwell, der auf Calderwood Castle bei East Kilbride in South Lanarkshire residierte, aus dessen zweiter Ehe mit Isabel Hamilton, Tochter des Sir Alexander Hamilton of Innerwick vom Clan Hamilton. Beim Tod seines Vaters 1622 erbte er dessen Ländereien einschließlich des Familiensitzes Calderwood Castle. Am 28. März 1627 wurde ihm in der Baronetage of Nova Scotia der erbliche Adelstitel eines Baronet, of Calderwood in the County of Lanark, verliehen. Da er zum Zeitpunkt der Verleihung kinderlos war, wurde ihm der Titel mit dem besonderen Zusatz verliehen, dass dieser in Ermangelung eigener männlicher Nachkommen auch an jeden nächstverwandten männlichen Erben (heirs male whatsoever) vererbbar sei.
Er war zweimal verheiratet. In erster Ehe heiratete er Jean Hamilton, Tochter des Sir James Hamilton of Evandale. Mütterlicherseits war sie eine Enkelin des James Cuninghame, 7. Earl of Glencairn. Die Ehe blieb kinderlos. Nach Jeans Tod heiratete er in zweiter Ehe im Juli 1637 Mary Coattes, Tochter des James Coattes. Mit ihr hatte er einen Sohn und Erben:
- Sir William Maxwell, 2. Baronet (um 1640–1703).